# Арбахе, Ракель
Ракель Патрисия Арбахе Соне де Абинадер (исп. Raquel Arbaje, род. 21 сентября 1970, Санто-Доминго, Доминиканская Республика) — доминиканская предпринимательница и детская писательница. С августа 2020 года она является первой леди Доминиканской Республики как жена президента Луиса Абинадера.

## Биография

### Ранняя жизнь
Арбахе — дочь бизнесмена Элиаса Арбахе Фарах и Маргариты Соне Кюри, которые оба были ливанского происхождения. Её дядя Бартоло Сони, старший брат Маргариты, был профессиональным боксёром. Она третья из четырёх детей в семье. Её отец был бизнесменом, производившим матрасы.

### Образование
Арбахе окончила с отличием факультет делового администрирования Ибероамериканского университета (UNIBE) в Санто-Доминго. Она свободно говорит на испанском, английском и французском языках, а также немного знает итальянский и португальский.
Арбахе — предпринимательница и автор детской литературы. Она также записала песню «Mi cajita de valores», вырученные средства пошли в пользу некоммерческой организации Don Bosco children's.

### Первая леди
Ракель Арбахе стала первой леди Доминиканской Республики 16 августа 2020 года. В отличие от своих непосредственных предшественниц, Абинадер и Арбахе объявили, что правительство прекратит финансирование офиса первой леди во время его президентского срока. Вместо этого Арбахе предложила создать гораздо меньший офис для организации мероприятий и выполнения функций первой леди во время кампаний 2016 и 2020 годов.

## Личная жизнь
Она вышла замуж за экономиста Луиса Абинадера. У пары трое детей — Грасиела Лусия, Эстер Патрисия и Адриана Маргарита Абинадер Арбахе. Вместе с Абинадером Арбахе написала гимн для Современной революционной партии, соучредителем которой в 2014 году стал её муж.

### Болезнь
В июне 2020 года и у Арбадже, и у Абинадера был положительный результат теста на COVID-19 во время президентской избирательной кампании 2020 года. Оба вылечились от коронавируса.